# ROLM

Корпус и передняя панель компьютера ROLM 1602

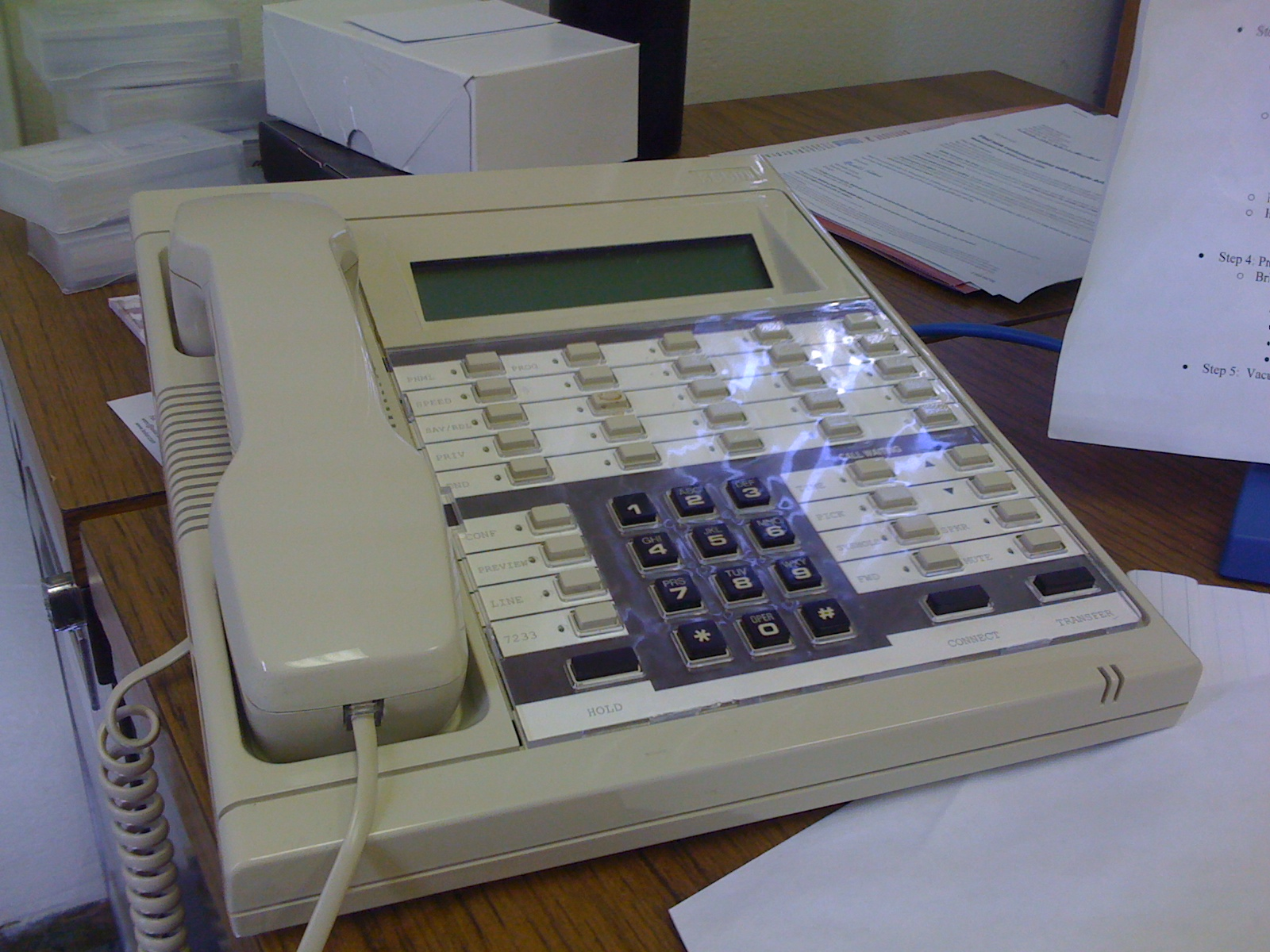
Телефон RolmPhone 400

ROLM — технологическая компания, основанная в 1969 году в Кремниевой долине Кеннетом Ошманом. Занималась производством военных компьютеров и оборудования автоматических телефонных станций. В 1984 году была приобретена компанией IBM.

## Продукты
Первоначально компания занималась выпуском компьютеров с программным обеспечением Data General для нужд американской военной промышленности. В 1978 году компания разделилась на Rolm Mil-Spec Computers, выпускавшую компьютеры военного назначения, и Rolm Telecom, которая в 1980-х годах попыталась закрепиться на рынке оборудования для телефонной связи.
Первой выпущенной компанией ЭВМ стала модель 1601 с 16-разрядным процессором 1601 Rugged Nova Processor и расширяемой памятью, состоявшей из 8-килобайтный модулей на ферритовых кольцах. Этот компьютер широко использовался компанией RCA. Затем последовали модели 1602 и 1603 с большей производительностью и объёмом памяти. Следующая модель 1666 использовалась в системе РЭБ AN/SLQ-32, проданной компании Raytheon, в системе Goleta для идентификации сигналов и в оборудовании, поставлявшемся фирме Singer Librascope. Руководителями разработки ранних компьютеров фирмы были Боб Максфилд (Bob Maxfield) и Алан Фостер (Alan Foster), потом этот пост занял Арт Веллман (Art Wellman), приглашённый из компании Sylvania. Компьютер 1602B и система ввода-вывода 2150, разработанные в качестве стандартного оборудования программы ILS армии США, были в то время среди наиболее покупаемой электронной техники. Модель 1666 применялась в системах наведения крылатых ракет «Tomahawk» наземного GLCM (англ. Ground Launched Cruise Missile) и морского SLCM (англ. Surface Launched Cruise Missile) вариантов базирования компании McDonnell Douglas. Линия разработки 32-разрядных процессоров привела к созданию компьютера Hawk/32, который пользовался популярностью вплоть до ликвидации компьютерного подразделения ROLM в июне 1998 года. Телекоммуникационное подразделение фирмы использовало компьютер 1603 в своих автоматизированных телефонных станциях. В 1970-х годах компания начала разработку цифрового аудио оборудования, включая полностью цифровые АТС и телефонные аппараты. Наиболее популярными моделями были ROLM CBX модель PBX и ROLM Redwood модель KSU соответственно. ROLM CBX конкурировала на рынке с
Northern Telecom SL-1, АТС фирмы AT&T и другими цифровыми АТС, создававшимися в то время. К 1980 году ROLM вышел по сбыту оборудования АТС на второе место в Северной Америке после AT&T. Телефонный кнопочный аппарат Redwood конкурировал на рынке с Nortel Norstar Key System.

## История
Компания получила название по первым буквам фамилий её создателей — Gene Richeson, Кеннет Ошман, Walter Loewenstern и Robert Maxfield. Они были студентами электротехнического факультета Университета Райса и получили выпускные степени Стэнфордском университете.